# 名鉄築港線
築港線（ちっこうせん）は、愛知県名古屋市南区の大江駅から同市港区の東名古屋港駅までを結ぶ名古屋鉄道（名鉄）の鉄道路線である。かつて築港支線（ちっこうしせん）と称していた時期があり、築港支線と呼称される場合は常滑線の支線として扱われた。

## 概要
沿線の工場への通勤路線である。きわめて短い鉄道路線であるが、名古屋臨海鉄道東築線・東港線経由で東海道本線と繋がっており、豊川の日本車輌製造で製造された車両や資材の搬入、廃車車両の搬出に使用されている。また東名古屋港駅からは名古屋港大江ふ頭への引き込み線が伸びており、こちらは車両を輸出する際に用いられる。そのため、当路線は地元の鉄道産業にも欠かせない路線の一つとなっている。
途中にある名古屋臨海鉄道東築線との交点は、ほぼ90度の平面交差（ダイヤモンドクロス）となっており、現存するものでは珍しい存在である。本路線のダイヤモンドクロスは路面電車区間以外の路線では日本で唯一である。平面交差の先の名電築港駅横では廃車済み車両の解体と搬出が行われる。
運賃計算区分はB（運賃計算に用いる距離は営業キロの1.15倍）。
なお、『鉄道要覧』による起点は大江駅で、東名古屋港行きが下り、大江行きが上りになるが、列車番号の設定においては、東名古屋港駅から大江駅へ向かう列車が奇数、逆方向が偶数となっている。

### 路線データ
- 路線距離：1.5km
- 軌間：1,067mm
- 駅数：2駅（起終点駅含む）
- 複線区間：なし（全線単線）
- 電化区間：全線電化（直流1,500V）
- 閉塞方式：票券閉塞式[2]
- 保安装置：M式ATS[2]
- 最高速度：60 km/h[2]

路線距離は、1990年（平成2年）に営業キロの基準を東名古屋港駅旅客ホーム（通称：東名古屋港東口）の位置に変更した後の数値であり、同変更で1.9kmから1.5kmに短縮された。ただし以前より旅客ホームは現在地点と同じ1.5km地点にあった。

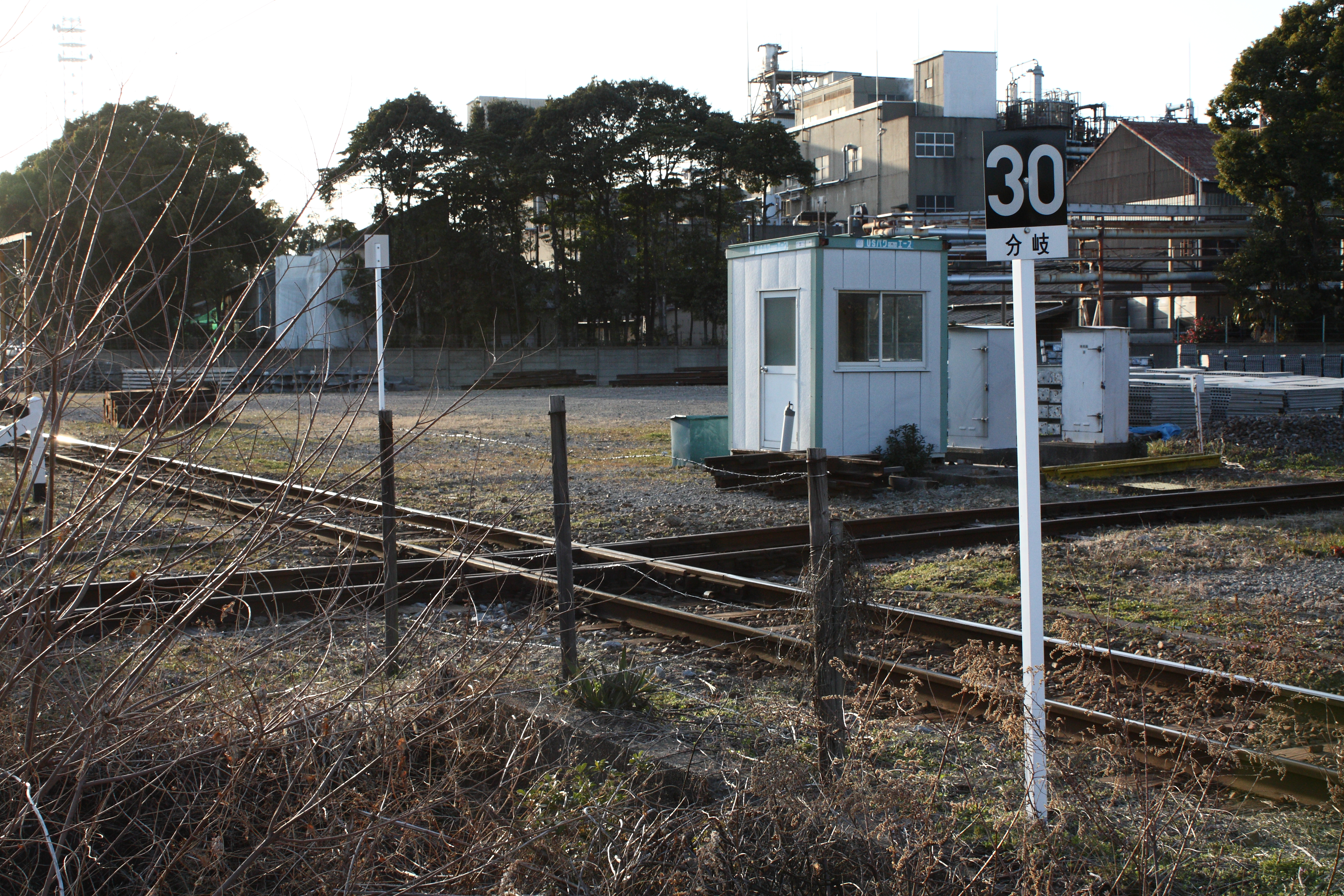
名電築港駅の平面交差。右手前から左手奥へ向かう線路が築港線。交差するのは名古屋臨海鉄道の東築線。
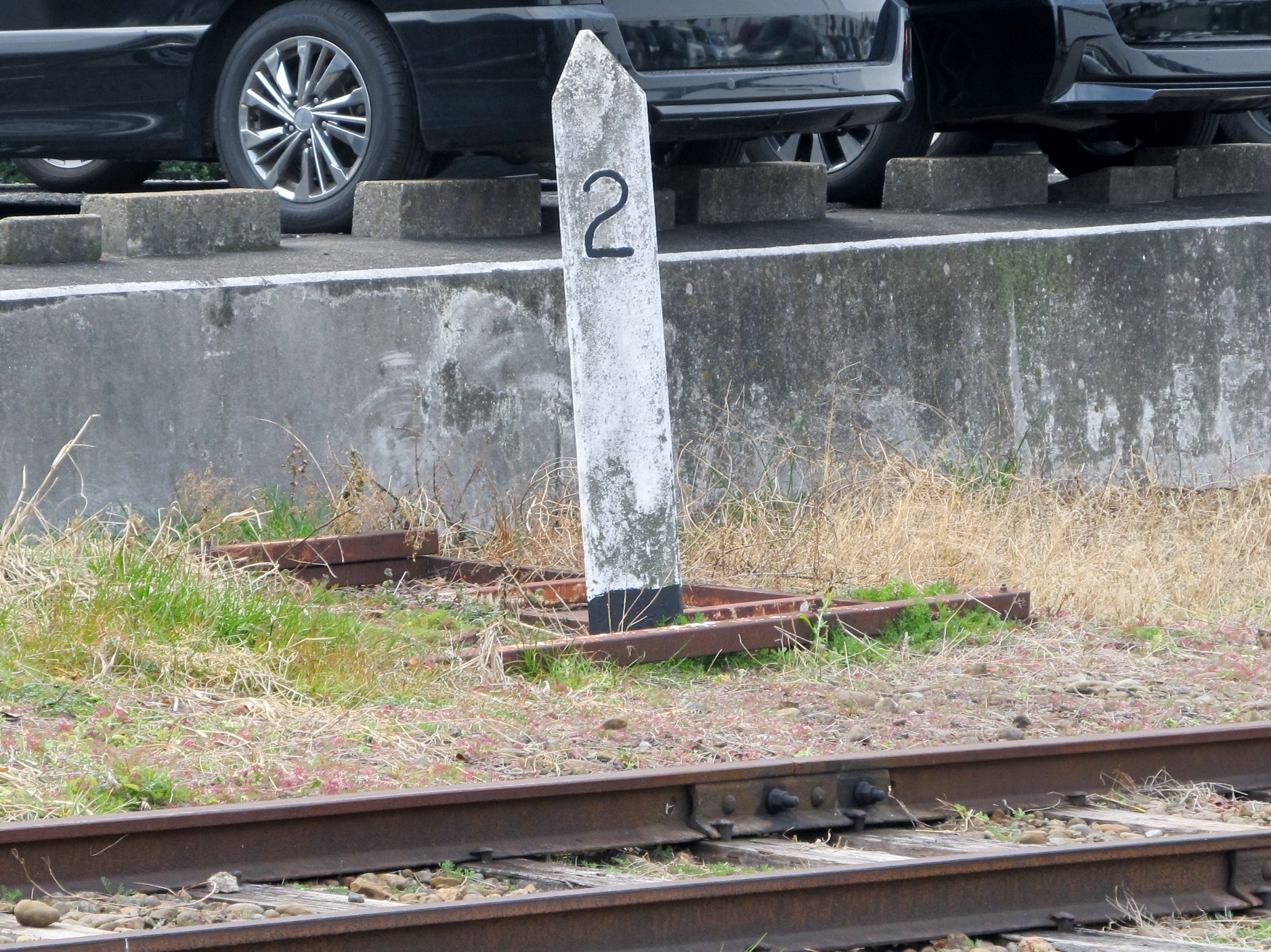
東名古屋港駅の側線にある2kmキロポスト。
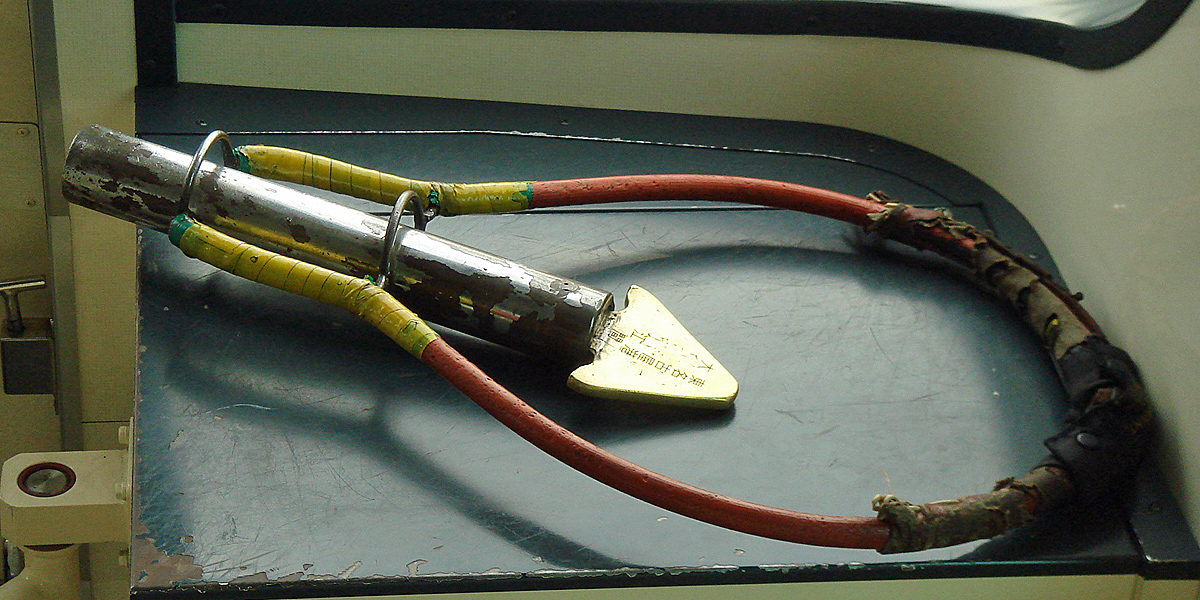
かつて使用されていた取っ手付き棒スタフ（現在使われているものとは異なる）。

## 歴史

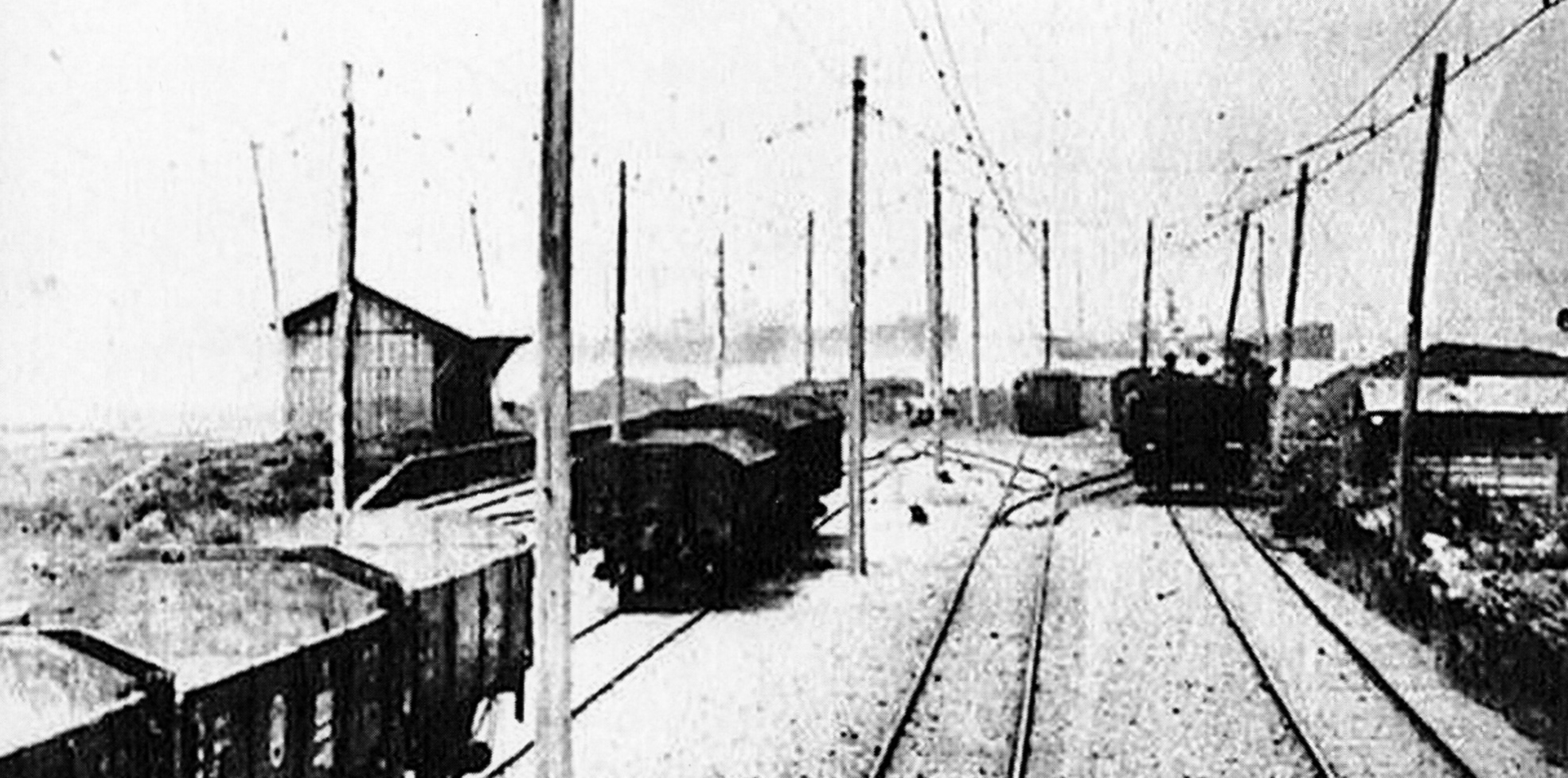
西六号駅（1924年）

昭和40年代までは名鉄屈指の貨物路線であったが、名古屋臨海鉄道の開業により愛知県から運行委託されていた7号地（昭和埠頭）、8号地（船見埠頭）、9号地（潮見埠頭）への構外側線を同社に移管したことで名鉄が受け持つ貨物の輸送量は激減し、貨物営業は1984年（昭和59年）に廃止された。
1991年（平成3年）5月から2004年（平成16年）10月まで築港線に沿って、中部HSST開発のHSST方式によるリニアモーターカー実験線が設けられ、実験走行が行われていたが、終了後に撤去された。また、1992年（平成4年）の運輸政策審議会答申第12号においては、中量軌道系交通システムとして桜本町駅から稲永駅にいたる南部線（事業主体未定）の計画があり、大江駅 - 東名古屋港駅間では同じく築港線に沿う経路となるが、具体化には至っていない。

### 年表
- 1920年（大正9年）6月8日 - 愛知電気鉄道へ鉄道免許状下付（愛知郡笠寺村 - 名古屋市東築地第六号地間）[7]。
- 1924年（大正13年）1月15日 - 大江駅 - 西六号駅（現・東名古屋港駅）間開業[8]。
- 1932年（昭和7年）1月30日 - 東六号駅を愛電築港駅に、西六号駅を東名古屋港駅に改称[9]。
- 1938年（昭和13年）12月1日 - 愛電築港駅を名電築港駅に改称[9]。
- 1939年（昭和14年）10月16日 - 名電築港駅の旅客営業廃止[9]。大江駅 - 東名古屋港駅間複線化。
- 1959年（昭和34年）9月26日 - 伊勢湾台風の被害により不通となる。同年10月12日、単線で復旧。
- 1965年（昭和40年）- 7号地・8号地・9号地の構外側線を名古屋臨海鉄道へ移管。
- 1990年（平成2年）11月25日 - 東名古屋港駅の営業キロを0.4 km短縮[9]。
- 2003年（平成15年）3月27日 - ダイヤ改正。名鉄唯一の3両編成（特急以外）だった2代目3300系が引退し、築港線は4両に対応できないため、車両を3両から2両へ減車。
- 2005年（平成17年）1月15日 - 線内の駅で、トランパスの供用を開始。
- 2009年（平成21年）10月3日 - ダイヤ改正。ホームを拡張して4両対応になったため、車両を2両から4両へ増車。
- 2011年（平成23年）3月26日 - ワンマン運転を開始。
- 2013年（平成25年）4月1日 - ダイヤ改正。土・休日ダイヤの休日運休列車1往復を定期運行化。平日の不定期列車を4往復増設[10]。
- 2020年（令和2年）5月7日 - 平日16時台に不定期列車を1往復増設。
- 2024年（令和6年）3月16日 - ダイヤ改正。車両を4両から2両へ減車。土曜ダイヤを廃止し、土休日ダイヤに統合。

## 運行形態
2024年（令和6年）3月16日改正時点で1日平日20往復、土休日8往復の線内折り返し列車が朝夕のみ運転されている。昼間9 - 15時台の運転はない。全列車ワンマン運転を行っている。またこれとは別に、平日9往復、土休日11往復の不定期列車も設定されている。大江 - 東名古屋港の所要時間は3分である。ワンマン運転開始以降、築港線の運転は大江駅の運転係員が担当しており、それまで担当していた神宮前乗務区の乗務員は築港線に関わらない。
1980年（昭和55年）ごろまでは、新名古屋（現在の名鉄名古屋）方面との直通列車も最大4両編成で運転されていた。新名古屋発は7時台で、末期は普通列車であったが、1960年代は急行または準急列車として運転されていたこともあった。
大江駅の築港線用ホームは1線しかなく、東名古屋港駅も1線のみのため、築港線には1本の列車しか入線できない。東名古屋港駅での車両の夜間滞泊は行われておらず、定期回送列車も運行されないため、始発と終電は大江駅からの営業列車で送り込まれる。
車両の向きは豊橋寄り車両が東名古屋港方となる。
大江駅での車両交換は朝夕の運用終了後にそれぞれ行われる。
日中や夜間は定期列車の運行がないが、まれに団体列車や回送列車が臨時に走ることがある。
定期列車の終電は名鉄全線で最も早い。

## 使用車両

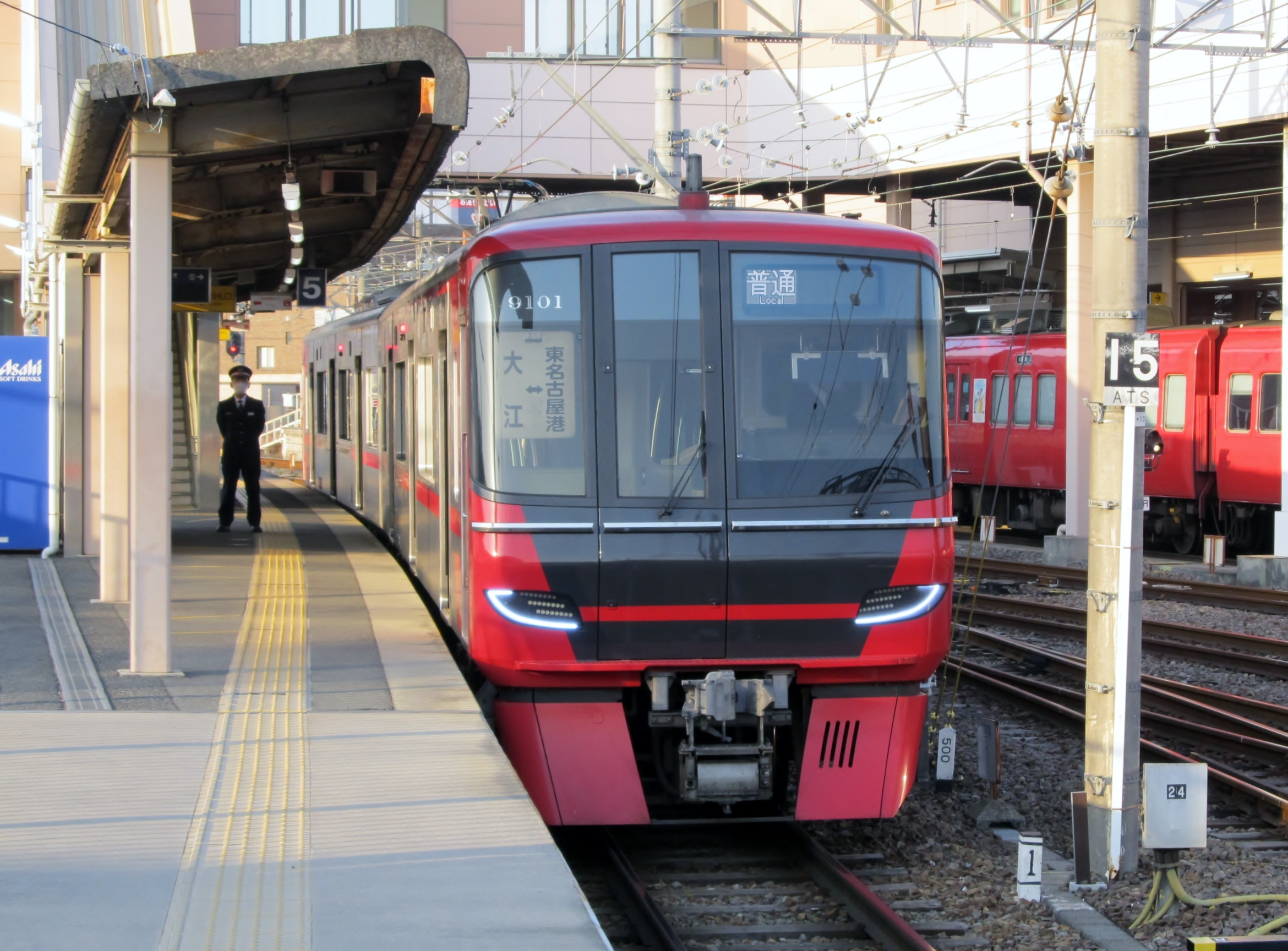
9100系

2024年（令和6年）3月16日改正で車両編成が4両から2両に削減され、それに伴い車両も5000系から9100系のワンマン対応車両に変更された。当該車両は行先表示器がLED式であるが、従来通り「大江⇔東名古屋港」の行先系統板を装着して運行している（「普通」の種別表示は使用）。

### 使用車両の変遷
戦中以降の築港線の旅客列車は、未電装または電装を解除されたモーターを持たない電車の前後を、2両の電気機関車で挟んだ編成で運行されていた。この運行形態は1969年（昭和44年）まで続けられ、1966年（昭和41年）までは木造単車サ10形・サ20形・サ50形、半鋼製単車モ120形・モ130形（電装解除済）、木造ボギー車サ2110形・サ2170形・サ2250形から元ガソリンカーのサ2060形・サ2220形までを含む小型車5両 - 8両、それらが淘汰された末期には3800系と同一車体のサ2250形（2代）3両が使用されていた。その後3800系の1M2T編成（ク2815+モ3818-ク2816）を経て、1975年（昭和50年）から1985年（昭和60年）までは廃止となった東濃鉄道駄知線から転じた、名鉄では珍しい西武鉄道形の3790系専用編成が運行されていた（中間付随車は前出のク2815を流用）。3790系の廃車後2年間はAL車2両による運行、さらにその後も2代目3700系の増結制御車（ク3716）や3両固定編成の吊り掛け駆動方式車（2代目3300系）の運用実績もあり、本線区では最後まで旧性能車が残っていた。
2003年（平成15年）3月に3300系が撤退し、それ以降は3100系・3150系もしくは6000系・6800系の2両編成により運行されていたが、大江駅5番ホームの有効長の関係上増結ができなかったことから、平日ラッシュ時は混雑が激しかった。このため、大江駅5番ホームの延伸・拡幅ならびにかさ上げを実施したうえで2009年（平成21年）10月3日にダイヤ改正が行われた。これにより数本減便されたが、5000系が投入され、2両編成から4両編成に増結されたことで輸送力が増強された（その後、先述の2024年改正で2両編成に戻された）。

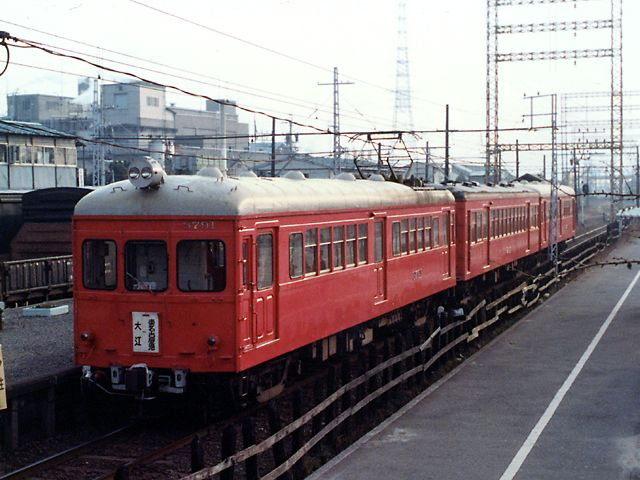
3790系（1982年）
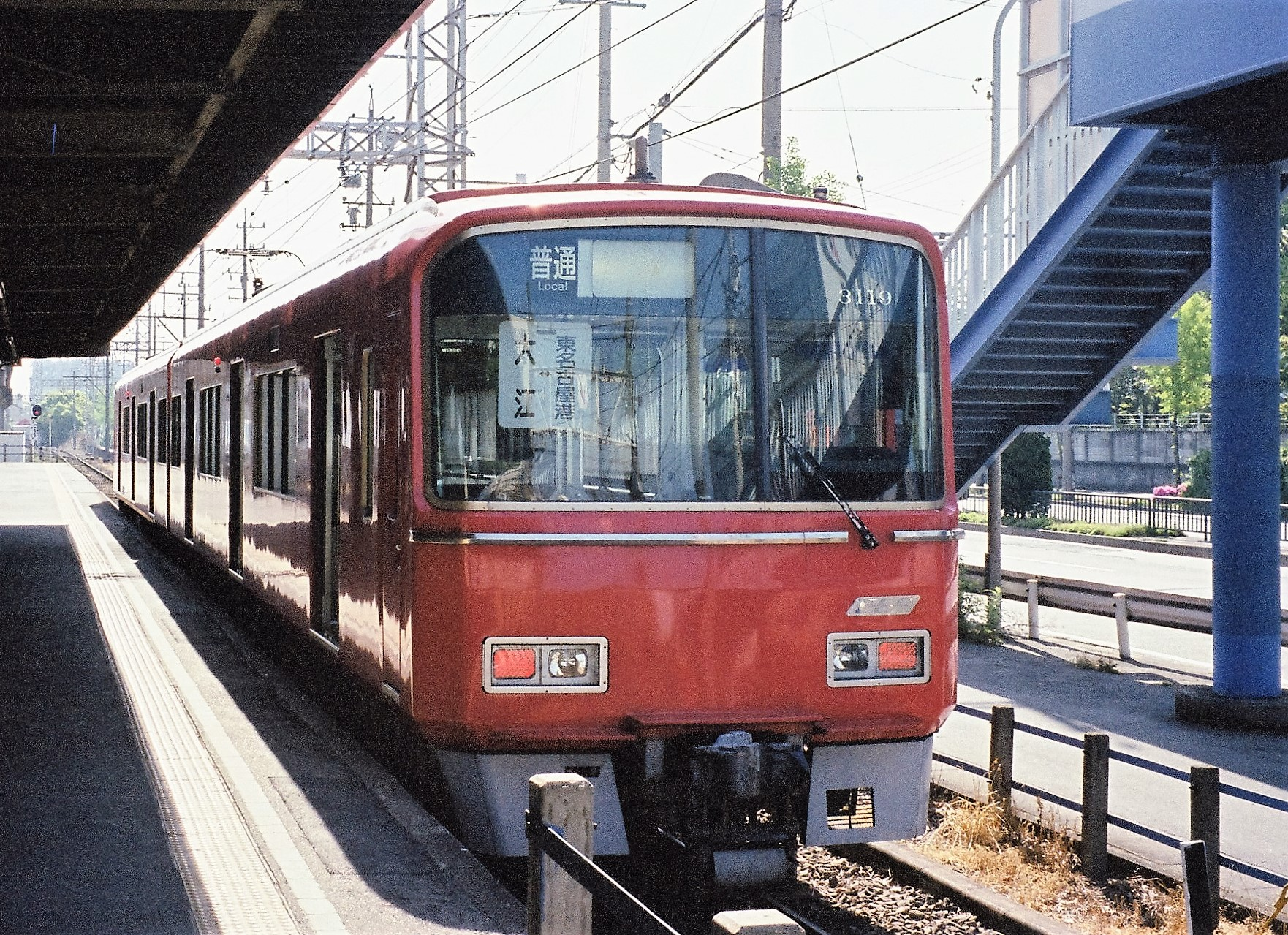
3100系（2003年）
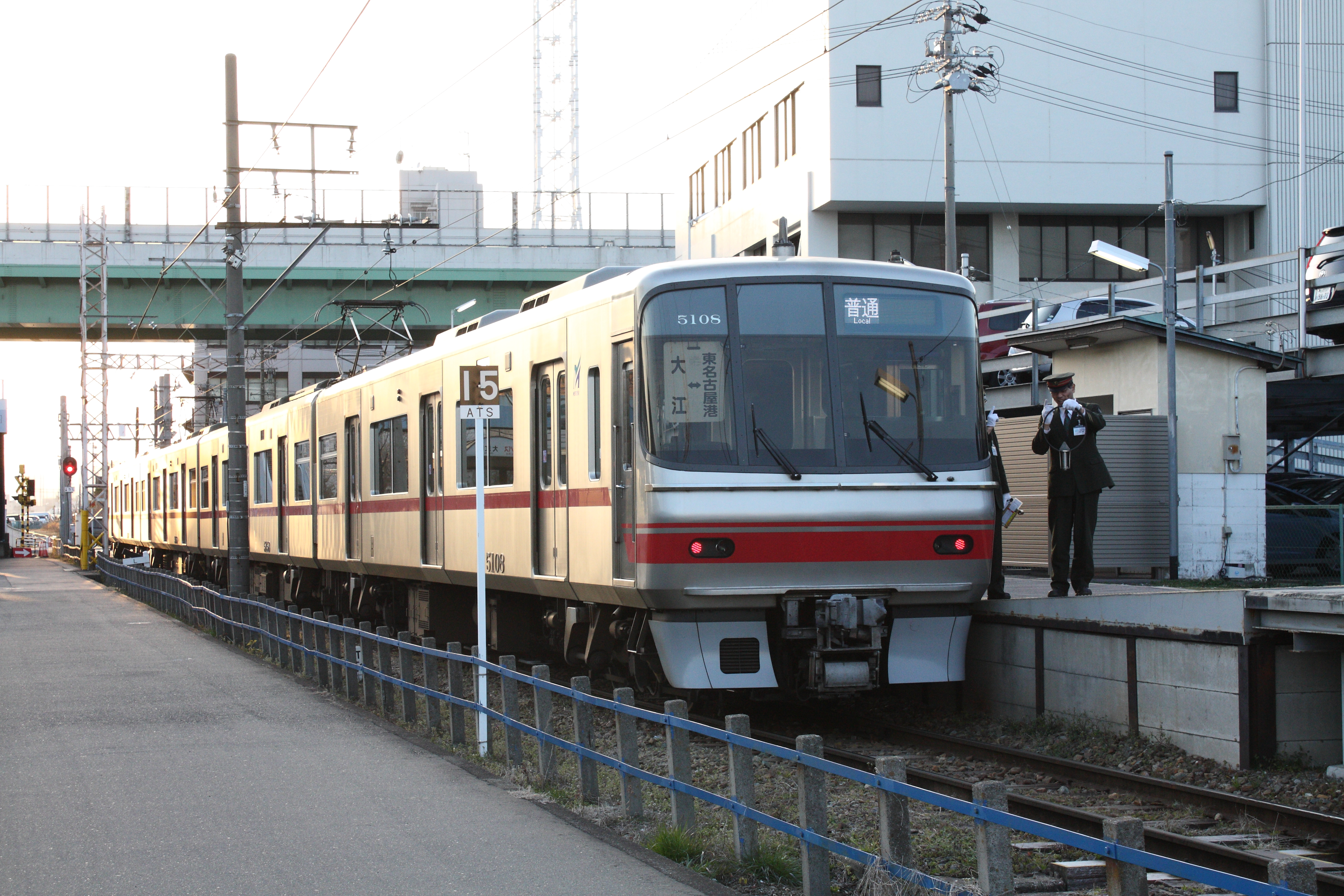
5000系（2014年）

2011年（平成23年）3月26日改正からワンマン運転が開始されたが、使用車両は変わらず5000系であった。東名古屋港駅と大江駅のほかに旅客を扱う駅がなく、大江駅の築港線ホーム入口にて東名古屋港駅での集札にあたる業務が可能であり、運賃収受にかかる特別な装備を必要としないためである。東名古屋港駅ではホーム側の全てのドアが開く。所要時間が短く、途中に旅客駅がないためワンマン運転でも自動放送は行われない（まれに運転士が肉声放送を行うことがある）。

## 駅一覧
- 全駅愛知県名古屋市内に所在。
- 普通列車のみ運行。全列車とも各駅に停車。
- 全区間単線。全駅列車交換は不可能。

| 駅番号 | 駅名                 | 駅間 キロ | 営業 キロ | 接続路線                         | 所在地 |
| ------ | -------------------- | --------- | --------- | -------------------------------- | ------ |
| TA03   | 大江駅               | -         | 0.0       | 名古屋鉄道：TA 常滑線            | 南区   |
|        | 名電築港駅（貨物駅） | 1.1       | 1.1       | 名古屋臨海鉄道：東築線（貨物線） | 港区   |
| CH01   | 東名古屋港駅         | 0.4       | 1.5       |                                  | 港区   |